# 維霍韋湖
維霍韋湖（烏克蘭語：Бихове озеро），是烏克蘭的湖泊，位於該國北部切爾尼戈夫州，處於傑斯納河左岸，長1.5公里、寬0.13公里，面積0.35平方公里，該湖泊最大水深4米。